# Малая Морская улица (Николаев)
Ма́лая Морска́я у́лица (укр. Мала Морська вулиця) — улица в исторической части города Николаева.

## Местоположение
Малая Морская улица — поперечная улица в Городовой части Николаева, проходила «насквозь» от Ингула до Бугского лимана, соединяя Адмиралтейство, где строились суда, с лиманом Чёрного моря, заканчиваясь в Купеческой пристани. Сейчас начинается от Адмиральской улицы на севере и заканчивается в районе Мельничной улицы на юге.

## История
Малая Морская — одна из старейших улиц города. Шла «от ворот Штурманского училища, мимо Старообрядческой церкви, мимо дома купца Крылова, через Херсонскую улицу, по улице около кузниц, выстроенных по Одесской дороге, к Бугу». Название дано в 1835 году полицмейстером Григорием Автономовым по направлению, куда вела улица — к Бугскому лиману, заливу Черного моря, то есть к морю. Определение «малая» связано не с длиной улицы (она по протяжённости превышает Большую Морскую), а в связи с тем, что одновременно было дано аналогичное название одной из продольных улиц — Большая Морская. К тому же, Малая Морская улица начиналась от Штурманского училища, где с детского возраста жили и учились морскому делу будущие моряки («малые» моряки, в отличие от «больших» — офицеров, которые жили на Большой Морской).

## Здания
- В доме № 25 по Малой Морской улице в октябре 1918 года на квартире у одного из членов кружка рабочей молодежи Лизы Мураховский, где находился подпольный комитет, состоялось собрание актива Союза трудящейся молодёжи города. Комсомольская организация в Николаеве была создана в августе 1917 года. По инициативе руководителей Союза трудящейся молодежи С. И. Новикова, Е. М. Мураховской и других молодёжная организация была переименована в «Социалистический союз трудящейся молодежи — III Интернационал». Об этом событии напоминает мемориальная доска, установленная на фасаде здания.[1]
- В доме № 3 в 1920 году работала чрезвычайная комиссия по борьбе с контрреволюцией.[1]
- Замыкает улицу здание парфюмерно-стекольного комбината «Алые паруса», созданного в 1944 году на базе объединения косметической фабрики «Астра» и стекольного завода.[1]